# Coppa del Mondo di cricket 2015
La Coppa del Mondo di cricket 2015 è l'undicesima edizione del torneo mondiale di cricket. Questa edizione del torneo è organizzata congiuntamente da Australia e Nuova Zelanda, come già l'edizione del 1992, e si tiene dal 14 febbraio al 29 marzo 2015. Al torneo partecipano 14 squadre, per un totale di 49 incontri disputati in 14 città: Adelaide, Brisbane, Canberra, Hobart, Melbourne, Perth e Sydney in Australia (26 incontri); Auckland, Christchurch, Dunedin, Hamilton, Napier, Nelson e Wellington in Nuova Zelanda (23 incontri).

## Selezione del paese ospite
Australia e Nuova Zelanda fecero un'offerta di candidatura valida per l'edizione del 2011 della coppa del mondo, questa candidatura fu l'unica ad essere inviata entro il tempo limite imposto dall'International Cricket Council ai paesi desiderosi di candidarsi; la candidatura riscosse notevoli pareri favorevoli grazie ai precedenti organizzativi dei due paesi (le nazioni avevano già organizzato congiuntamente l'edizione 1992 oltre ad una edizione della coppa del mondo di rugby), le garanzie economiche fornite dai governi e le rassicurazioni che la squadra dello Zimbabwe avrebbe potuto giocare senza problemi.
Tuttavia pochi mesi prima della riunione dell'ICC alla Nuova Zelanda fu assegnata l'organizzazione della Coppa del Mondo di rugby 2011 e questo fatto fece temere che i due eventi potessero sovrapporsi e ostacolarsi a vicenda, inoltre al presidente dell'ICC non piaceva l'idea di avere un candidato unico e quindi una scelta obbligata. Questi fattori portarono alla decisione di concedere del tempo extra per consentire ad altri paesi di proporsi. Dopo un lungo dibattito arrivò anche la candidatura congiunta di ben 4 paesi dell'Asia meridionale, ovvero India, Pakistan, Bangladesh e Sri Lanka. Grazie al supporto dei paesi africani la candidatura asiatica prevalse per 10 voti a 3 nella votazione del 30 aprile 2006.
Nonostante la sconfitta per la corsa all'edizione 2011 la candidatura dei due paesi oceanici fu ritenuta estremamente valida e convincente a tal punto che l'ICC scelse nella stessa riunione di assegnare ai due paesi il torneo del 2015, per questa assegnazione diretta fu necessario il consenso dell'Inghilterra, che aveva manifestato interesse a concorrere anch'essa per il 2015. L'Inghilterra accettò di ritirarsi dalla corsa per l'assegnazione della coppa del mondo 2015 e in cambio ottenne l'assegnazione diretta della Coppa del Mondo di cricket 2019.

## Struttura
La formula del torneo ricalca in toto quella della precedente edizione: le squadre sono divise in due gruppi da sette e le prime quattro di ogni gruppo si qualificano per la fase ad eliminazione diretta con i quarti di finale incrociati (la prima del gruppo A con la quarta del gruppo B, la seconda del gruppo A con la terza del gruppo B e così via); le vincenti dei quarti accedono alle semifinali, alle quali segue la finale.
Ogni incontro segue la formula degli One Day International (ODI): le squadre hanno a disposizione un innings di battuta (e di conseguenza uno di ricezione), ed il numero massimo di overs per innings è fissato a 50.

## Stadi
| Sydney                | Melbourne                                                                   | Adelaide                                                                    | Brisbane                                                                               | Perth            |
| --------------------- | --------------------------------------------------------------------------- | --------------------------------------------------------------------------- | -------------------------------------------------------------------------------------- | ---------------- |
| Sydney Cricket Ground | Melbourne Cricket Ground                                                    | Adelaide Oval                                                               | Brisbane Cricket Ground                                                                | WACA Ground      |
| Capacità: 48.000      | Capacità: 100.024                                                           | Capacità: 53.500                                                            | Capacità: 42.000                                                                       | Capacità: 24.500 |
|                       |                                                                             |                                                                             |                                                                                        |                  |
| Hobart                | Perth Melbourne Sydney Hobart Brisbane Adelaide Canberra Stadi in Australia | Perth Melbourne Sydney Hobart Brisbane Adelaide Canberra Stadi in Australia | Auckland Christchurch Dunedin Hamilton Napier Nelson Wellington Stadi in Nuova Zelanda | Canberra         |
| Bellerive Oval        | Perth Melbourne Sydney Hobart Brisbane Adelaide Canberra Stadi in Australia | Perth Melbourne Sydney Hobart Brisbane Adelaide Canberra Stadi in Australia | Auckland Christchurch Dunedin Hamilton Napier Nelson Wellington Stadi in Nuova Zelanda | Manuka Oval      |
| Capacità: 20.000      | Perth Melbourne Sydney Hobart Brisbane Adelaide Canberra Stadi in Australia | Perth Melbourne Sydney Hobart Brisbane Adelaide Canberra Stadi in Australia | Auckland Christchurch Dunedin Hamilton Napier Nelson Wellington Stadi in Nuova Zelanda | Capacità: 13.550 |
|                       | Perth Melbourne Sydney Hobart Brisbane Adelaide Canberra Stadi in Australia | Perth Melbourne Sydney Hobart Brisbane Adelaide Canberra Stadi in Australia | Auckland Christchurch Dunedin Hamilton Napier Nelson Wellington Stadi in Nuova Zelanda |                  |
| Auckland              | Perth Melbourne Sydney Hobart Brisbane Adelaide Canberra Stadi in Australia | Perth Melbourne Sydney Hobart Brisbane Adelaide Canberra Stadi in Australia | Auckland Christchurch Dunedin Hamilton Napier Nelson Wellington Stadi in Nuova Zelanda | Christchurch     |
| Eden Park             | Perth Melbourne Sydney Hobart Brisbane Adelaide Canberra Stadi in Australia | Perth Melbourne Sydney Hobart Brisbane Adelaide Canberra Stadi in Australia | Auckland Christchurch Dunedin Hamilton Napier Nelson Wellington Stadi in Nuova Zelanda | Hagley Oval      |
| Capacità: 50.000      | Perth Melbourne Sydney Hobart Brisbane Adelaide Canberra Stadi in Australia | Perth Melbourne Sydney Hobart Brisbane Adelaide Canberra Stadi in Australia | Auckland Christchurch Dunedin Hamilton Napier Nelson Wellington Stadi in Nuova Zelanda | Capacità: 20.000 |
|                       | Perth Melbourne Sydney Hobart Brisbane Adelaide Canberra Stadi in Australia | Perth Melbourne Sydney Hobart Brisbane Adelaide Canberra Stadi in Australia | Auckland Christchurch Dunedin Hamilton Napier Nelson Wellington Stadi in Nuova Zelanda |                  |
| Hamilton              | Napier                                                                      | Wellington                                                                  | Nelson                                                                                 | Dunedin          |
| Seddon Park           | McLean Park                                                                 | Wellington Regional Stadium                                                 | Saxton Oval                                                                            | University Oval  |
| Capacità: 12.000      | Capacità: 22.500                                                            | Capacità: 37.000                                                            | Capacità: 5.000                                                                        | Capacità: 6.000  |
|                       |                                                                             |                                                                             |                                                                                        |                  |

## Squadre qualificate
Come vuole la tradizione i dieci full members dell'International Cricket Council sono qualificati di diritto alla fase finale della coppa del mondo; alla data del 31 dicembre 2012, le posizioni delle squadre nella ICC ODI Championship erano:
- Inghilterra
- Sudafrica
- India
- Australia
- Sri Lanka
- Pakistan
- Indie Occidentali
- Bangladesh
- Nuova Zelanda
- Zimbabwe

A questi si sono aggiunte le due squadre arrivate ai primi posti della ICC World Cricket League Championship 2011-2013:
- Irlanda
- Afghanistan[4]

Le ultime due squadre qualificate sono arrivate ai primi posti nella ICC World Cup Qualifier 2014:
- Scozia
- Emirati Arabi Uniti

## Fase a gruppi

### Gruppo A

#### Classifica
| Squadra       | G | V | S | P | NR | NRR    | Pts |
| ------------- | - | - | - | - | -- | ------ | --- |
| Nuova Zelanda | 6 | 6 | 0 | 0 | 0  | +2,564 | 12  |
| Australia     | 6 | 4 | 1 | 0 | 1  | +2,257 | 9   |
| Sri Lanka     | 6 | 4 | 2 | 0 | 0  | +0,371 | 8   |
| Bangladesh    | 6 | 3 | 2 | 0 | 1  | +0,136 | 7   |
| Inghilterra   | 6 | 2 | 4 | 0 | 0  | -0,753 | 4   |
| Afghanistan   | 6 | 1 | 5 | 0 | 0  | -1,853 | 2   |
| Scozia        | 6 | 0 | 6 | 0 | 0  | -2,218 | 0   |

#### Partite
| Data             | Luogo                                                 | In battuta                           | Al lancio                            | Risultato                                            |
| ---------------- | ----------------------------------------------------- | ------------------------------------ | ------------------------------------ | ---------------------------------------------------- |
| 14 febbraio 2015 | Hagley Oval Christchurch, Nuova Zelanda               | Nuova Zelanda 331/6 (50 overs)       | Sri Lanka 233/all out (46.1 overs)   | NZL vince di 98 runs Referto                         |
| 14 febbraio 2015 | Melbourne Cricket Ground Melbourne, Australia         | Australia 342/9 (50 overs)           | Inghilterra 231/all out (41.5 overs) | AUS vince di 111 runs Referto                        |
| 17 febbraio 2015 | University Oval Dunedin, Nuova Zelanda                | Scozia 142/all out (36.2 overs)      | Nuova Zelanda 146/7 (24.5 overs)     | NZL vince di 3 wickets Referto                       |
| 18 febbraio 2015 | Manuka Oval Canberra, Australia                       | Bangladesh 267/all out (50 overs)    | Afghanistan 162/all out (42.5 overs) | BAN vince di 105 runs Referto                        |
| 20 febbraio 2015 | Wellington Regional Stadium Wellington, Nuova Zelanda | Inghilterra 123/all out (33.2 overs) | Nuova Zelanda 125/2 (12.2 overs)     | NZL vince di 8 wickets Referto                       |
| 21 febbraio 2015 | Brisbane Cricket Ground Brisbane, Australia           | Australia                            | Bangladesh                           | Partita abbandonata (nessuna palla lanciata) Referto |
| 22 febbraio 2015 | University Oval Dunedin, Nuova Zelanda                | Afghanistan 232/all out (49.4 overs) | Sri Lanka 236/6 (48.2 overs)         | SRI vince di 4 wickets Referto                       |
| 23 febbraio 2015 | Hagley Oval Christchurch, Nuova Zelanda               | Inghilterra 303/8 (50 overs)         | Scozia 184/all out (42.2 overs)      | ENG vince di 119 runs Referto                        |
| 26 febbraio 2015 | University Oval Dunedin, Nuova Zelanda                | Scozia 210/all out (50 overs)        | Afghanistan 211/9 (49.3 overs)       | AFG vince di 1 wicket Referto                        |
| 26 febbraio 2015 | Melbourne Cricket Ground Melbourne, Australia         | Sri Lanka 332/1 (50 overs)           | Bangladesh 240/all out (47.0 overs)  | SRI vince di 92 runs Referto                         |
| 28 febbraio 2015 | Eden Park Auckland, Nuova Zelanda                     | Australia 151/all out (32.2 overs)   | Nuova Zelanda 152/9 (23.1 overs)     | NZL vince di 1 wicket Referto                        |
| 1º marzo 2015    | Wellington Regional Stadium Wellington, Nuova Zelanda | Inghilterra 309/6 (50 overs)         | Sri Lanka 312/1 (47.2 overs)         | SRI vince di 9 wickets Referto                       |
| 4 marzo 2015     | WACA Ground Perth, Australia                          | Australia 417/6 (50 overs)           | Afghanistan 142/all out (37.3 overs) | AUS vince di 275 runs Referto                        |
| 5 marzo 2015     | Saxton Oval Nelson, Nuova Zelanda                     | Scozia 318/8 (50 overs)              | Bangladesh 322/4 (48.1 overs)        | BAN vince di 6 wickets Referto                       |
| 8 marzo 2015     | McLean Park Napier, Nuova Zelanda                     | Afghanistan 186/all out (47.4 overs) | Nuova Zelanda 188/4 (36.1 overs)     | NZL vince di 6 wickets Referto                       |
| 8 marzo 2015     | Sydney Cricket Ground Sydney, Australia               | Australia 376/9 (50 overs)           | Sri Lanka 312/all out (46.2 overs)   | AUS vince di 64 runs Referto                         |
| 9 marzo 2015     | Adelaide Oval Adelaide, Australia                     | Bangladesh 275/7 (50 overs)          | Inghilterra 260/all out (48.3 overs) | BAN vince di 15 runs Referto                         |
| 11 marzo 2015    | Bellerive Oval Hobart, Australia                      | Sri Lanka 363/9 (50 overs)           | Scozia 215/all out (43.1 overs)      | SRI vince di 148 runs Referto                        |
| 13 marzo 2015    | Seddon Park Hamilton, Nuova Zelanda                   | Bangladesh 288/7 (50 overs)          | Nuova Zelanda 290/7 (48.5 overs)     | NZL vince di 3 wickets Referto                       |
| 13 marzo 2015    | Sydney Cricket Ground Sydney, Australia               | Afghanistan 111/7 (36.2 overs)       | Inghilterra 101/1 (18.1 overs)       | ENG vince di 9 wickets (metodo D/L) Referto          |
| 14 marzo 2015    | Bellerive Oval Hobart, Australia                      | Scozia 130/all out (25.4 overs)      | Australia 133/3 (15.2 overs)         | AUS vince di 7 wickets Referto                       |

### Gruppo B

#### Classifica
| Squadra             | G | V | S | P | NR | NRR    | Pts |
| ------------------- | - | - | - | - | -- | ------ | --- |
| India               | 6 | 6 | 0 | 0 | 0  | +1,827 | 12  |
| Sudafrica           | 6 | 4 | 2 | 0 | 0  | +1,707 | 8   |
| Pakistan            | 6 | 4 | 2 | 0 | 0  | -0,085 | 8   |
| Indie Occidentali   | 6 | 3 | 3 | 0 | 0  | -0,053 | 6   |
| Irlanda             | 6 | 3 | 3 | 0 | 0  | -0,933 | 6   |
| Zimbabwe            | 6 | 1 | 5 | 0 | 0  | -0,527 | 2   |
| Emirati Arabi Uniti | 6 | 0 | 6 | 0 | 0  | -2,032 | 0   |

#### Partite
| Data             | Luogo                                                 | In battuta                                   | Al lancio                                    | Risultato                                 |
| ---------------- | ----------------------------------------------------- | -------------------------------------------- | -------------------------------------------- | ----------------------------------------- |
| 15 febbraio 2015 | Seddon Park Hamilton, Nuova Zelanda                   | Sudafrica 339/4 (50 overs)                   | Zimbabwe 277/all out (48.2 overs)            | RSA vince di 62 runs Referto              |
| 15 febbraio 2015 | Adelaide Oval Adelaide, Australia                     | India 300/7 (50 overs)                       | Pakistan 224/all out (47 overs)              | IND vince di 76 runs Referto              |
| 16 febbraio 2015 | Saxton Oval Nelson, Nuova Zelanda                     | Indie Occidentali 304/7 (50 overs)           | Irlanda 307/6 (45.5 overs)                   | IRE vince di 4 wickets Referto            |
| 19 febbraio 2015 | Saxton Oval Nelson, Nuova Zelanda                     | Emirati Arabi Uniti 285/7 (50 overs)         | Zimbabwe 286/6 (48 overs)                    | ZIM vince di 4 wickets Referto            |
| 21 febbraio 2015 | Hagley Oval Christchurch, Nuova Zelanda               | Indie Occidentali 310/6 (50 overs)           | Pakistan 160/all out (39.0 overs)            | WIN vince di 150 runs Referto             |
| 22 febbraio 2015 | Melbourne Cricket Ground Melbourne, Australia         | India 307/7 (50 overs)                       | Sudafrica 177/all out (40.2 overs)           | IND vince di 130 runs Referto             |
| 24 febbraio 2015 | Manuka Oval Canberra, Australia                       | Indie Occidentali 372/2 (50 overs)           | Zimbabwe 289/all out (44.3/48 overs)         | WIN vince di 73 runs (metodo D/L) Referto |
| 25 febbraio 2015 | Brisbane Cricket Ground Brisbane, Australia           | Emirati Arabi Uniti 278/9 (50 overs)         | Irlanda 279/8 (49.2 overs)                   | IRE vince di 2 wickets Referto            |
| 27 febbraio 2015 | Sydney Cricket Ground Sydney, Australia               | Sudafrica 408/5 (50 overs)                   | Indie Occidentali 151/all out (33.1 overs)   | RSA vince di 257 runs Referto             |
| 28 febbraio 2015 | WACA Ground Perth, Australia                          | Emirati Arabi Uniti 102/all out (31.3 overs) | India 104/1 (18.5 overs)                     | IND vince di 9 wickets Referto            |
| 1º marzo 2015    | Brisbane Cricket Ground Brisbane, Australia           | Pakistan 235/7 (50 overs)                    | Zimbabwe 215/all out (49.4 overs)            | PAK vince di 20 runs Referto              |
| 3 marzo 2015     | Manuka Oval Canberra, Australia                       | Sudafrica 411/4 (50 overs)                   | Irlanda 210/all out (45.0 overs)             | RSA vince di 201 runs Referto             |
| 4 marzo 2015     | McLean Park Napier, Nuova Zelanda                     | Pakistan 339/6 (50 overs)                    | Emirati Arabi Uniti 210/8 (50 overs)         | PAK vince di 129 runs Referto             |
| 6 marzo 2015     | WACA Ground Perth, Australia                          | Indie Occidentali 182/all out (44.2 overs)   | India 185/6 (39.1 overs)                     | IND vince di 4 wickets Referto            |
| 7 marzo 2015     | Eden Park Auckland, Nuova Zelanda                     | Pakistan 222/all out (46.4/47 overs)         | Sudafrica 202/all out (33.3/47 overs)        | PAK vince di 29 runs (metodo D/L) Referto |
| 7 marzo 2015     | Bellerive Oval Hobart, Australia                      | Irlanda 331/8 (50 overs)                     | Zimbabwe 326/all out (49.3 overs)            | IRE vince di 5 runs Referto               |
| 10 marzo 2015    | Seddon Park Hamilton, Nuova Zelanda                   | Irlanda 259/all out (49.0 overs)             | India 260/2 (36.5 overs)                     | IND vince di 8 wickets Referto            |
| 12 marzo 2015    | Wellington Regional Stadium Wellington, Nuova Zelanda | Sudafrica 341/6 (50 overs)                   | Emirati Arabi Uniti 195/all out (47.3 overs) | RSA vince di 146 runs Referto             |
| 14 marzo 2015    | Eden Park Auckland, Nuova Zelanda                     | Zimbabwe 287/all out (48.5 overs)            | India 288/4 (48.4 overs)                     | IND vince di 6 wickets Referto            |
| 15 marzo 2015    | McLean Park Napier, Nuova Zelanda                     | Emirati Arabi Uniti 175/all out (47.4 overs) | Indie Occidentali 176/4 (30.3 overs)         | WIN vince di 6 wickets Referto            |
| 15 marzo 2015    | Adelaide Oval Adelaide, Australia                     | Irlanda 237/all out (50 overs)               | Pakistan 241/3 (46.1 overs)                  | PAK vince di 7 wickets Referto            |

## Fase a eliminazione diretta
Alla fase a eliminazione diretta parteciperanno le 4 squadre di ogni gruppo che avranno raccolto più punti al termine del girone. In caso di parità di punti tra più squadre, accederà ai quarti la squadra che avrà ottenuto il maggior numero di vittorie durante il girone o, in caso di parità sia di punti che di vittorie, la squadra che avrà il net run rate (NRR) più elevato; in caso di ulteriore parità, avanzerà la squadra vincente nella gara test a testa o, qualora non fosse ancora possibile individuare la squadra vincente, avanzerà la squadra che si classificò alla Coppa del mondo nella posizione più elevata (considerando quindi il seeding).
Sebbene le date e gli stadi in cui si disputeranno i quarti di finale siano già state decise, la definizione delle singole partite dipenderà dall'eventuale qualificazione delle squadre dei Paesi ospitanti. Si è deciso, infatti, che qualora la Nuova Zelanda riuscisse a qualificarsi, giocherebbe il quarto di finale a Wellington il 21 marzo; analogamente, l'Australia giocherebbe il quarto di finale ad Adelaide il 20. Inoltre, qualora le altre due squadre del gruppo A con il miglior piazzamento nella classifica ICC ODI Championship (Sri Lanka e Inghilterra) dovessero superare la fase a gruppi, giocherebbero rispettivamente a Sydney il 18 marzo e a Melbourne il 19; in caso negativo, il loro posto sarebbe preso dalle squadre che, superato il girone, le seguono in questa classifica (nell'ordine, Bangladesh e Afghanistan). La squadra che terminerà la fase a gironi in testa al proprio gruppo giocherà contro la quarta dell'altro girone, mentre la seconda incontrerà la terza del girone opposto, secondo lo schema: A1 v B4, A2 v B3, A3 v B2, A4 v B1.
Le semifinali si disputeranno il 24 marzo ad Auckland ed il 26 a Sydney; anche in questo caso, se le squadre dei Paesi ospitanti riusciranno a raggiungere le semifinali, giocheranno la partita in casa; in caso di scontro diretto Australia-Nuova Zelanda, giocherà in casa la nazionale che avrà terminato il gruppo con più punti.
|  | Quarti di finale | Quarti di finale  | Quarti di finale |           |           | Semifinali    | Semifinali | Semifinali |  |  | Finale | Finale        | Finale |
|  |                  |                   |                  |           |           |               |            |            |  |  |        |               |        |
|  | A1               | Nuova Zelanda     | 393/6            |           |           |               |            |            |  |  |        |               |        |
|  | B4               | Indie Occidentali | 250              |           |           |               |            |            |  |  |        |               |        |
|  | B4               | Indie Occidentali | 250              |           | QF1       | Nuova Zelanda | 299/6      |            |  |  |        |               |        |
|  |                  |                   |                  |           | QF1       | Nuova Zelanda | 299/6      |            |  |  |        |               |        |
|  |                  | QF3               | Sudafrica        | 281/5     |           |               |            |            |  |  |        |               |        |
|  | B2               | QF3               | Sudafrica        | 281/5     | Sudafrica | 134/1         |            |            |  |  |        |               |        |
|  | B2               |                   |                  |           | Sudafrica | 134/1         |            |            |  |  |        |               |        |
|  | A3               | Sri Lanka         | 133              |           |           |               |            |            |  |  |        |               |        |
|  |                  |                   |                  |           |           |               |            |            |  |  | SF1    | Nuova Zelanda | 183    |
|  |                  |                   | SF2              | Australia | 186/3     |               |            |            |  |  |        |               |        |
|  | A2               | Australia         | 216/4            |           |           |               |            |            |  |  |        |               |        |
|  | B3               | Pakistan          | 213              |           |           |               |            |            |  |  |        |               |        |
|  | B3               | Pakistan          | 213              |           | QF2       | Australia     | 328/7      |            |  |  |        |               |        |
|  |                  |                   |                  |           | QF2       | Australia     | 328/7      |            |  |  |        |               |        |
|  |                  | QF4               | India            | 233       |           |               |            |            |  |  |        |               |        |
|  | B1               | QF4               | India            | 233       | India     | 302/6         |            |            |  |  |        |               |        |
|  | B1               |                   |                  |           | India     | 302/6         |            |            |  |  |        |               |        |
|  | A4               | Bangladesh        | 193              |           |           |               |            |            |  |  |        |               |        |

### Quarti di finale
| Data          | Luogo                                                 | In battuta                         | Al lancio                                  | Risultato                      |
| ------------- | ----------------------------------------------------- | ---------------------------------- | ------------------------------------------ | ------------------------------ |
| 18 marzo 2015 | Sydney Cricket Ground Sydney, Australia               | Sri Lanka 133/all out (37.2 overs) | Sudafrica 134/1 (18.0 overs)               | RSA vince di 9 wickets Referto |
| 19 marzo 2015 | Melbourne Cricket Ground Melbourne, Australia         | India 302/6 (50 overs)             | Bangladesh 193/all out (45.0 overs)        | IND vince di 109 runs Referto  |
| 20 marzo 2015 | Adelaide Oval Adelaide, Australia                     | Pakistan 213/all out (49.5 overs)  | Australia 216/4 (33.5 overs)               | AUS vince di 6 wickets Referto |
| 21 marzo 2015 | Wellington Regional Stadium Wellington, Nuova Zelanda | Nuova Zelanda 393/6 (50 overs)     | Indie Occidentali 250/all out (30.3 overs) | NZL vince di 143 runs Referto  |

### Semifinali
| Data          | Luogo                                   | In battuta                 | Al lancio                           | Risultato                                   |
| ------------- | --------------------------------------- | -------------------------- | ----------------------------------- | ------------------------------------------- |
| 24 marzo 2015 | Eden Park Auckland, Nuova Zelanda       | Sudafrica 281/5 (43 overs) | Nuova Zelanda 299/6 (42.5/43 overs) | NZL vince di 4 wickets (Metodo D/L) Referto |
| 26 marzo 2015 | Sydney Cricket Ground Sydney, Australia | Australia 328/7 (50 overs) | India 233/all out (46.5 overs)      | AUS vince di 95 runs Referto                |

### Finale
| Data          | Luogo                                         | In battuta                           | Al lancio                    | Risultato                      |
| ------------- | --------------------------------------------- | ------------------------------------ | ---------------------------- | ------------------------------ |
| 29 marzo 2015 | Melbourne Cricket Ground Melbourne, Australia | Nuova Zelanda 183/all out (45 overs) | Australia 186/3 (33.1 overs) | AUS vince di 7 wickets Referto |